# Амбари (станція)
Амбáри — вузлова проміжна залізнична станція 5-го класу Сумської дирекції Південної залізниці на двоколійній неелектрифікованої лінії Білопілля — Баси між станціями Головашівка (8 км) та Вири (7 км). Розташована в однойменному селищі Сумського району Сумської області. Від станції відгалужується лінія до станції Віринський Завод.

## Історія
Станція відкрита 1907 року, одночасно з відкриттям руху лінією Ворожба — Суми — Харків, коли виникла потреба побудувати підїзну колію до цукрового заводу в селищі Миколаївка. У 1911 році побудована відгалужена лінія до станції Віринський Завод, з того часу станція є вузловою, чому сприяв відомий український меценат, цукрозаводчик, підприємець та промисловець Павло Харитоненко.
Історичний вокзал зберігся до наших часів: яскраво-зелена прямокутна будівля практично цілком позбавлена декору й швидше нагадує житловий будинок, але наявність рустики робить його більш яскравим і виразним. Чимало джерел вказують, що вокзал побудований 1964 року, але це не відповідає дійсності. Під час Другої світової війни станція анітрохи не постраждала, збереглися світлини 1940-х років, де є можливість побачити практично той самий вокзал, що й понині. 
На початку 2000-х років будівля була реконструйована, повністю оновлений дах. Найстарішою будівлею на станції є унікальна дерев'яна невелика водонапірна вежа, пофарбована у зелений колір, як і вокзал.

## Пасажирське сполучення
На станції Амбари зупиняються приміські поїзди до станцій Віринський Завод, Ворожба, Кириківка, Суми, Тростянець-Смородине, Харків-Пасажирський.